# Sommarklynne
Sommarklynne (Valerianella dentata) är en kaprifolväxtart som först beskrevs av Carl von Linné, och fick sitt nu gällande namn av Johann Adam Pollich. Enligt Catalogue of Life ingår Sommarklynne i släktet klynnen och familjen kaprifolväxter. Enligt den svenska rödlistan är arten starkt hotad i Sverige. Arten förekommer i Götaland, Gotland och Öland samt tillfälligtvis även i Svealand och Nedre Norrland. Artens livsmiljö är jordbrukslandskap. Inga underarter finns listade i Catalogue of Life.

## Bildgalleri

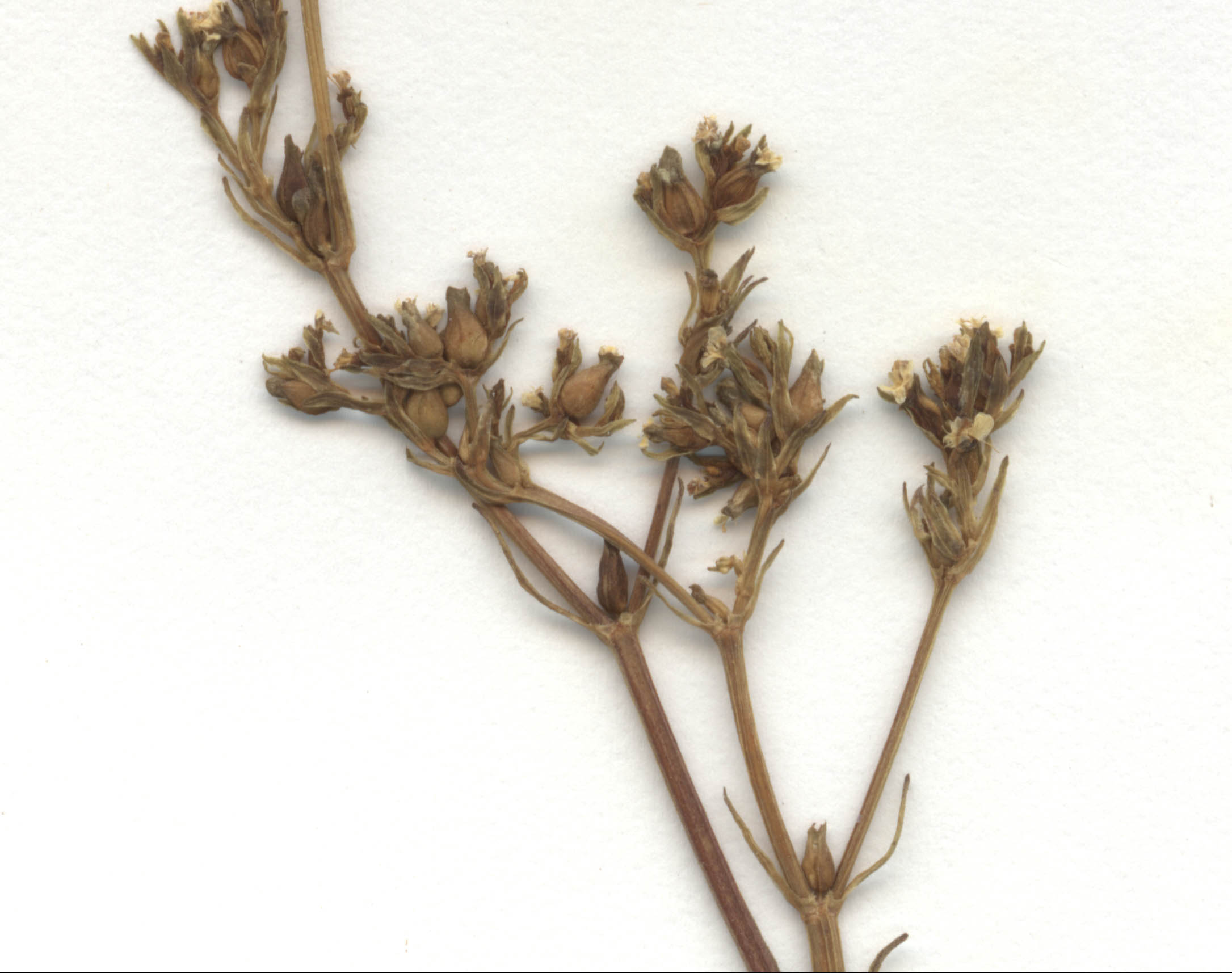
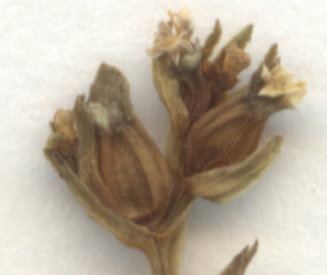
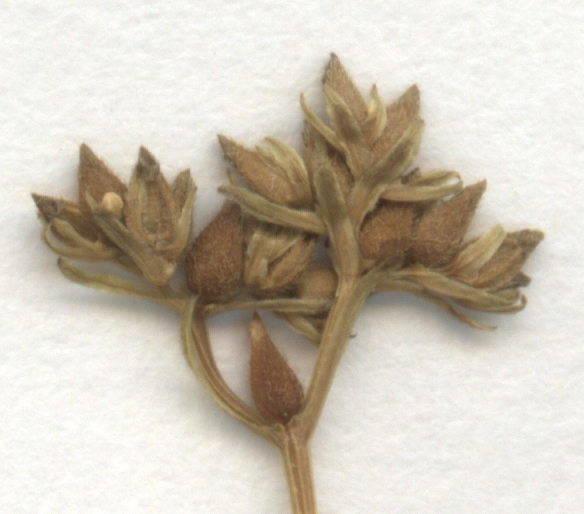
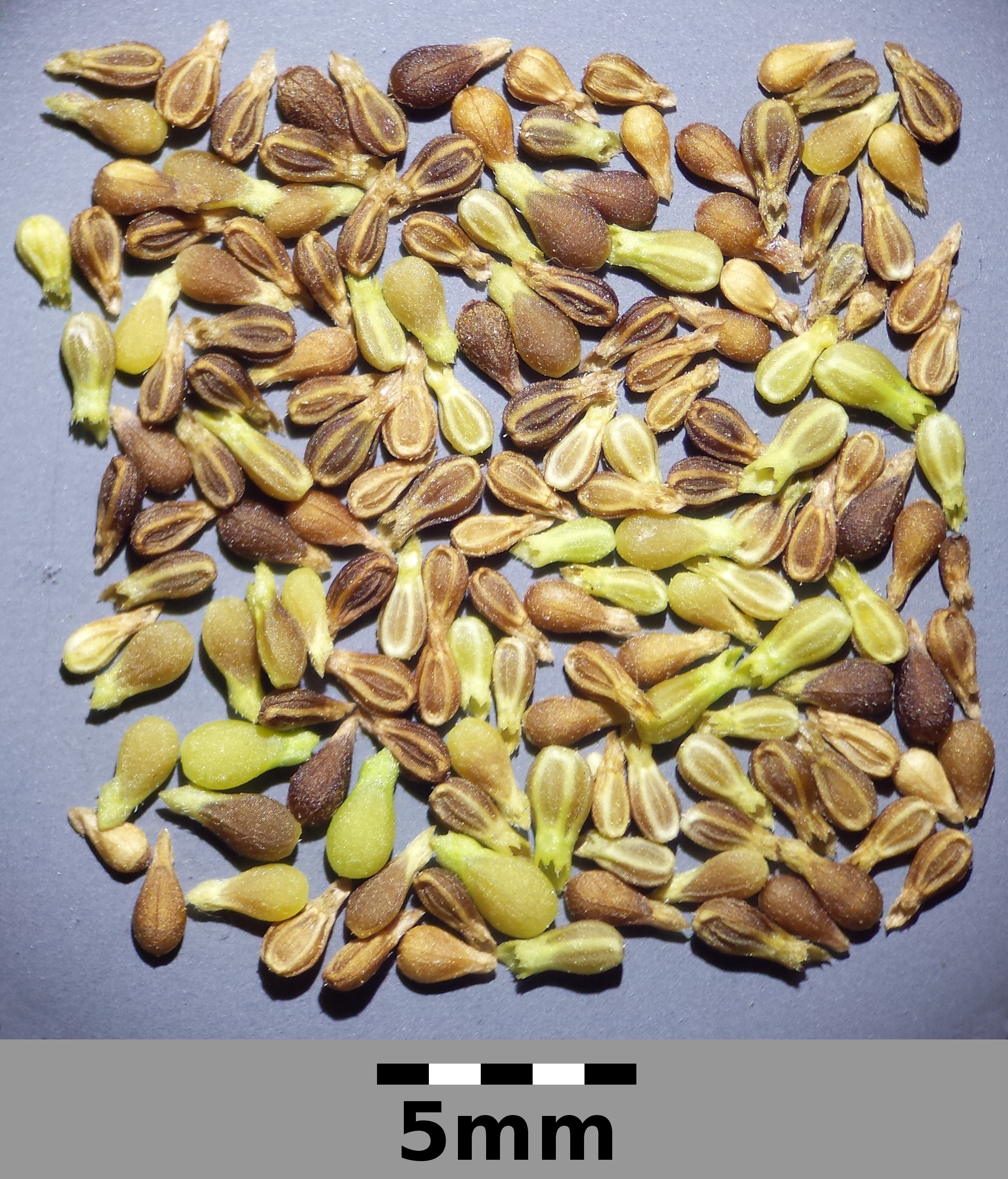
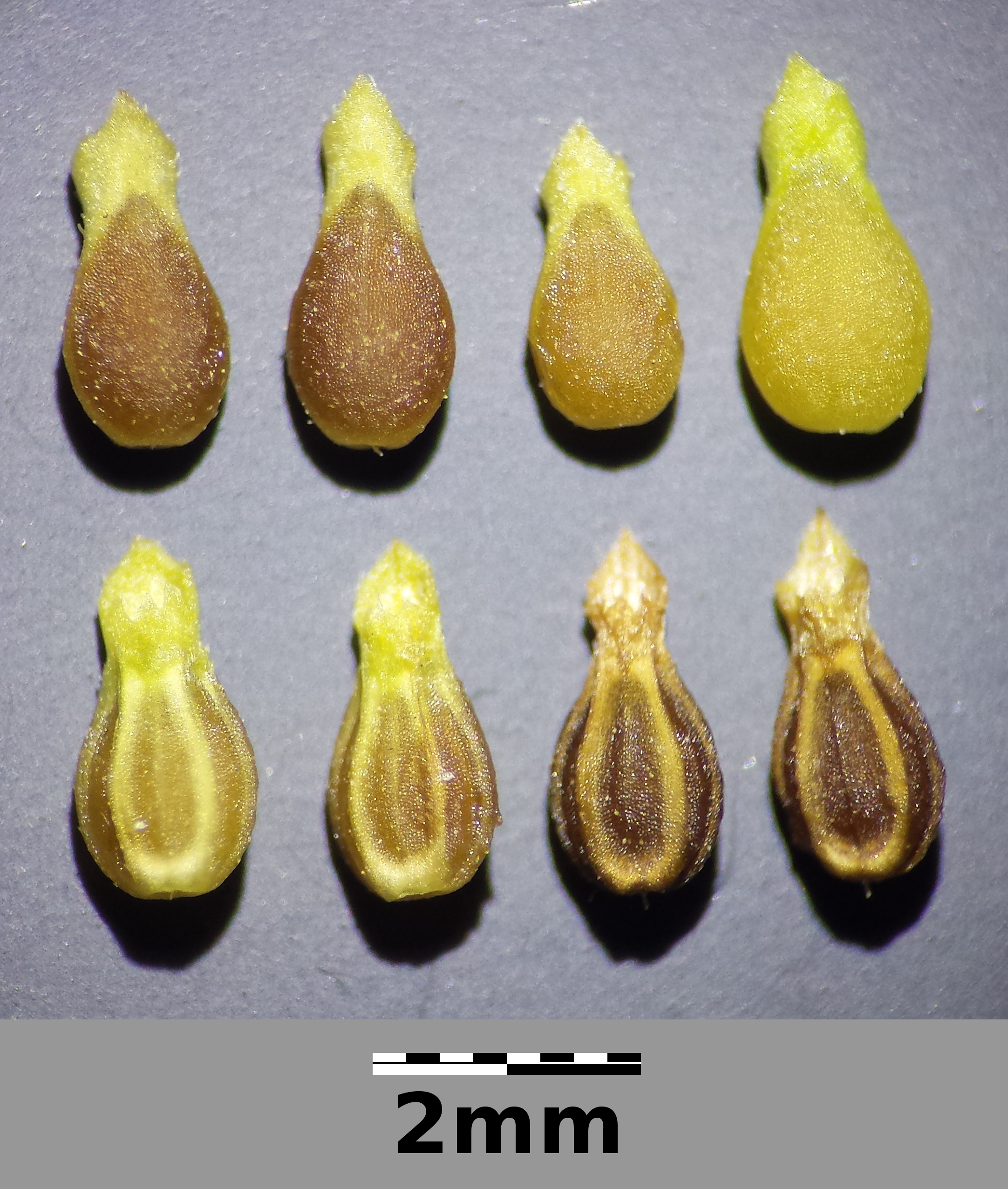